# Hole (FIVE NEW OLDの曲)
『HOLE』（ホール）は、日本のロックバンド・FIVE NEW OLDが2014年10月2日にTWILIGHT RECORDSからライブ会場限定で発売した、1枚目のシングルである。

## 概要
FIVE NEW OLDの1stシングルである。500枚限定で、ライブ会場限定で販売された。約2ヶ月で完売し、現在は廃盤となっている。
2014年11月13日には、c/w曲「THE SHORE」のリリックビデオが公開された。
2015年6月19日には、表題曲「HOLE」のミュージックビデオが公開された。公開から約半年で10万回再生を達成している。

## 収録楽曲
1. HOLE
作詞 : Hiroshi Nakahara
作曲 : FIVE NEW OLD
編曲 : FIVE NEW OLD
  - アルバム『LISLE'S NEON』に収録されている。以降、タイトル表記は頭文字のみが大文字である「Hole」に変更となっている。
  - バンドの音楽性が変化するきっかけとなった一曲である。ミニアルバム『LOVESICK』をリリースした時期にHiroshiがバンドでポップ・パンクだけを続けることに限界を感じていたこともあり、当初はポップ・パンクの要素が薄い本楽曲を実験的にカップリング曲として発表する予定で製作されていたが、メンバーからの評価が高かったため表題曲に採用された[7][8]。このことがきっかけとなり、バンドの音楽性はブラックミュージック、R&B、ゴスペルなど多様なエッセンスが取り入れられた音楽性へ変化した[9]。この事に関して、Yoshiakiは「（他の音楽性に移行することができたのは）当時サポートについていたQUIETDRIVEやCASH CASH、THE CABなどの海外バンドの影響が大きいと思う」と振り返っている[8]。一方で、「自分の中でポップ・パンクからぶれたくない気持ちもあったから、Hiroshiのやりたいこととメンバー4人でやることを一致させるまでに時間がかかった」とも語る[8]。Hayatoも「もちろん（ポップ・パンクから）ぶれたくないって気持ちもあった」とした上で、「成功だったと思う。バンド全員が一皮剥けた」と振り返っている[8]。
  - バンドで初めてMVが製作された楽曲[8]。
  - 再録した音源がベストアルバム『FiNO is』に収録されている[10]。
2. THE SHORE
  - 2015年に開催されたツアー「LISLE'S NEON TOUR 2015 -FINAL SERIES-」のチケット購入特典として、HIROSHI（Vo.）がこの曲をリミックスした音源が配布されていた[11]。

## 参加ミュージシャン
FIVE NEW OLD
- Hiroshi Nakahara（ボーカル・ギター）
- Wataru Omori（ギター・キーボード）
- Yoshiaki Nakai（ベース）
- Hayato Maeda（ドラムス）